# Mònica Richart García
Mònica Richart García (Antella, 1992) és escriptora i professora de valencià. Va guanyar el Premi València Nova 2018 amb la novel·la Violeta i el llop, i el València Nova 2025 de narrativa amb Longyearbyen.
Graduada en Traducció i Interpretació per la Universitat Autònoma de Barcelona i professora de valencià. És la cap del Departament de Valencià de l'Escola Oficial d'Idiomes de Paterna. Ha guanyat diversos certàmens de narrativa curta, com el Premi Universitat de València d'escriptura de creació. En 2018 va obtenir el Premi València Nova, dins de la categoria de narrativa en valencià, amb Violeta i el llop.

## Obra
- Vint-i-cinc (Náyade, 2015)[4]
- Violeta i el llop (Bromera, 2018)[5]
- Va per l'aigua! (Fundació Bromera per al Foment de la Lectura, 2019)[cal citació]
- La dona invisible (Bullent, 2022)

## Premis i reconeixements
- VII Concurs de Relats Curts Online de Transports Metropolitans de Barcelona per Per a tu, que l'has vist.
- XII Premi Universitat de València d'escriptura de creació per Vint-i-cinc.[6]
- XIV Certamen de Narrativa Breu de l'Ajuntament de València per Remiehzla.[7]
- Premi València Nova 2018 per Violeta i el llop.[8]
- Premi Soler i Estruch 2021 per La dona invisible[9]
- Premi València de narrativa 2025 per la novel·la Longyearbyen.[1]